# Банное (озеро)
Ба́нное, или Яктыку́ль (Якты-Куль, баш. Яҡтыкүл — «светлое, прекрасное озеро»; Маузды (Мауыззы), баш. Мауыҙлы күле — «бездонное озеро») — пресное озеро тектонического происхождения на территории Ташбулатовского сельсовета в северной части Абзелиловского района Республики Башкортостан, относится к бассейну реки Урал. Гидрологический памятник природы регионального значения с 1965 года. Самое глубоководное озеро Башкортостана.

## Описание
Площадь озера — 7,7 км²; длина — 4170 м, средняя ширина — 1880 м; максимальная глубина 28 м, средняя — 10,6 м, объём воды — 81,7 млн м³, площадь водосбора — 36,3 км². Высота над уровнем моря — 438 м.
Озеро расположено в серединной части Башкирского Зауралья между вершинами Кутукай (664 м), Каранъялык (620 м) и отрогами хребта Яманкая, в 28 км к северо-востоку от села Аскарово - райцентра Абзелиловского района Башкортостана и в 45 км к северу от Магнитогорска.
Вокруг озера находятся населённые пункты Якты-Куль, Зелёная Поляна и село Кусимовского Рудника.
Озеро тектонического происхождения. Вода в озере пресная, гидрокарбонатно-магниевая, жесткость от 3,16 до 3,37 мг-экв/л. Берега крутые, местами обрывистые, с запада слегка пологие. Из озера вытекает река Янгелька, правый приток реки Урал.

## Название
Наименование Мауызды (Мауззы) (баш. Мауыҙҙы) возникло от названия мифического существа у тюркских народов — Мауыз, в значении бездонное, ненасытное, а название Яктыкуль образованно от тюркских: якты — светлые, кул — «озеро», то есть Яктыкуль — «светлое озеро».

## Рекреация
Озеро и его окрестности — излюбленное место отдыха. Около озера располагаются санатории и базы отдыха, имеется горнолыжный центр. Место проведения этапов Кубка мира по сноуборду.